# Бушовце
Бушовце (словац. Bušovce) — село и одноимённая община в районе Кежмарок Прешовского края Словакии. В письменных источниках начинает упоминаться с 1286 года.

## География
Село расположено в западной части края, на левом берегу реки Попрад, при автодороге 77. Абсолютная высота — 591 метр над уровнем моря. Площадь муниципалитета составляет 9,03 км².

## Население
| Год:                | 1994 | 2004    | 2014    | 2024    |
| ------------------- | ---- | ------- | ------- | ------- |
| Количество человек: | 319  | 317     | 308     | 292     |
| Разница:            |      | −0,62 % | −2,83 % | −5,19 % |

По данным последней официальной переписи 2011 года, численность населения Бушовце составляла 313 человек.
Национальный состав населения (по данным переписи населения 2011 года):
| Национальность | Численность, человек |
| -------------- | -------------------- |
| словаки        | 288                  |
| немцы          | 3                    |
| цыгане         | 3                    |
| не указана     | 19                   |